# Объединение сил за демократию и развитие
«Объединение сил за демократию и развитие» (англ. Union of Forces for Democracy and Development ) — повстанческая группировка, созданная в 2006 году для противостояния политике президента Чада Идриса Деби. Крупнейшее из христианских повстанческих движений Чада. Лидер — бывший министр обороны Чада и посол в Саудовской Аравии, генерал Махамат Нури, в прошлом ближайший соратник свернутого в 1990 президента Хиссена Хабре, один из основателей Вооружённых сил Севера.

## Деятельность
В ходе второй гражданской войны контролировала восток Чада и включала в себя:
- Объединённый фронт за демократические изменения
- Демократический Революционный Совет
- Союз Сил для Прогресса и Демократии

В 2006 году группировки заняли стратегически важный город Абеше в 700 км от Нджамены и развернули боевые действия в столичном направлении. Махамат Нури поклялся свергнуть Идрисса Деби, но штурм Нджамены не удался. В октябре 2007 года при посредничестве Ливии правительство Чада и четыре крупнейшие оппозиционные группировки — «Объединение сил за демократию и развитие», «Фундаментальное объединение», «Объединённый фронт за демократические изменения» и «Национальное чадское согласие» — заключили мирное соглашение. На юге страны должны были разместиться международные миротворцы. Однако повстанцы заявили, что их обманули, разорвали мирные соглашения и предприняли наступление из Дарфура. Наступление было остановлено в 60 километрах от границы, сотни боевиков взяты в плен.
В 2008 году боевики снова предприняли штурм Нджамены, в результате которого был окружен президентский дворец. Однако правительственные войска дали бой и оттеснили боевиков за границы столицы.
Противники UFDD характеризовали его как движение сторонников свергнутого в 1990 президента Хиссена Хабре, связанное с бывшими сотрудниками спецслужбы DDS — тайной полиции Хабре.